# New Frontiers-programmet

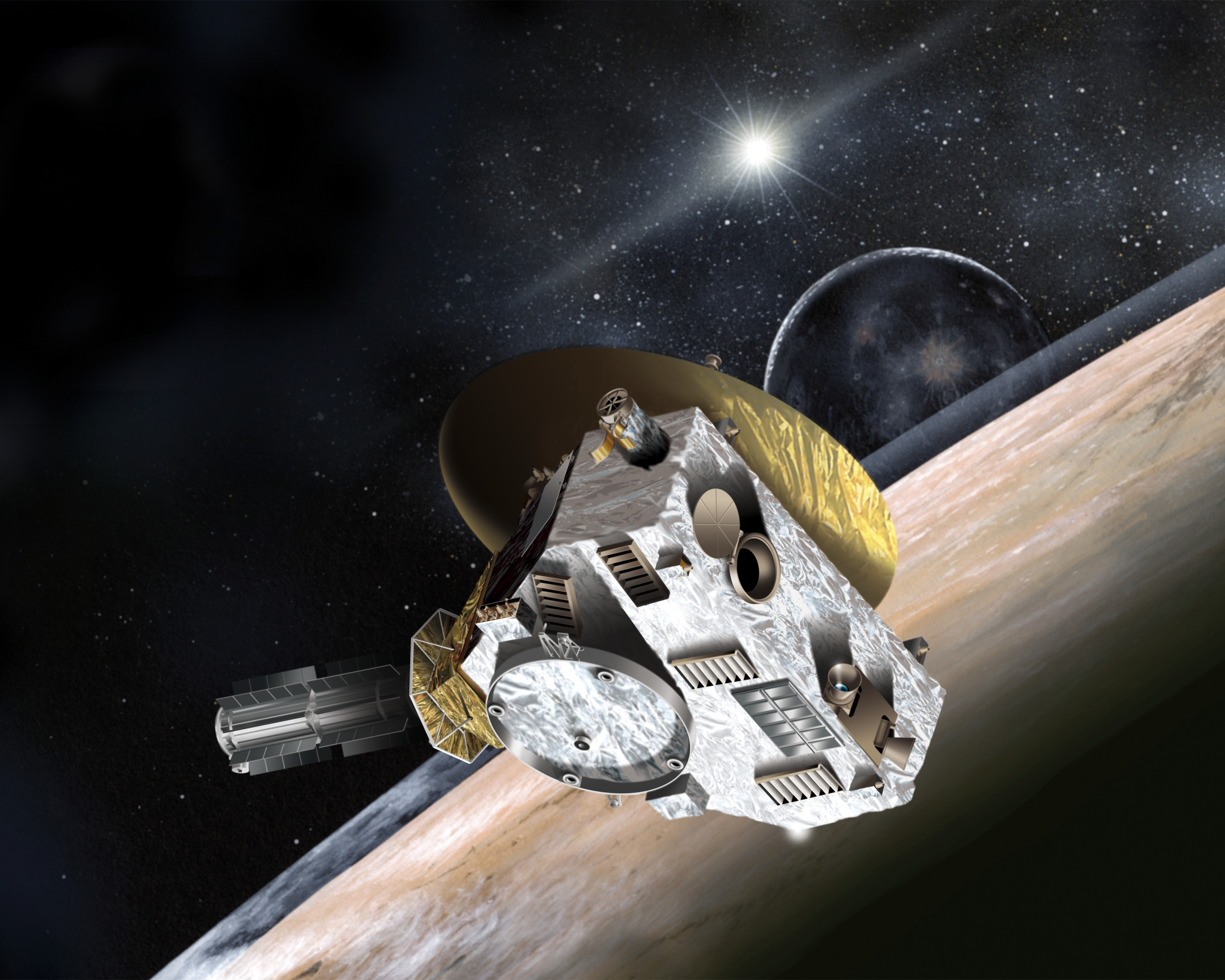
New Horizons

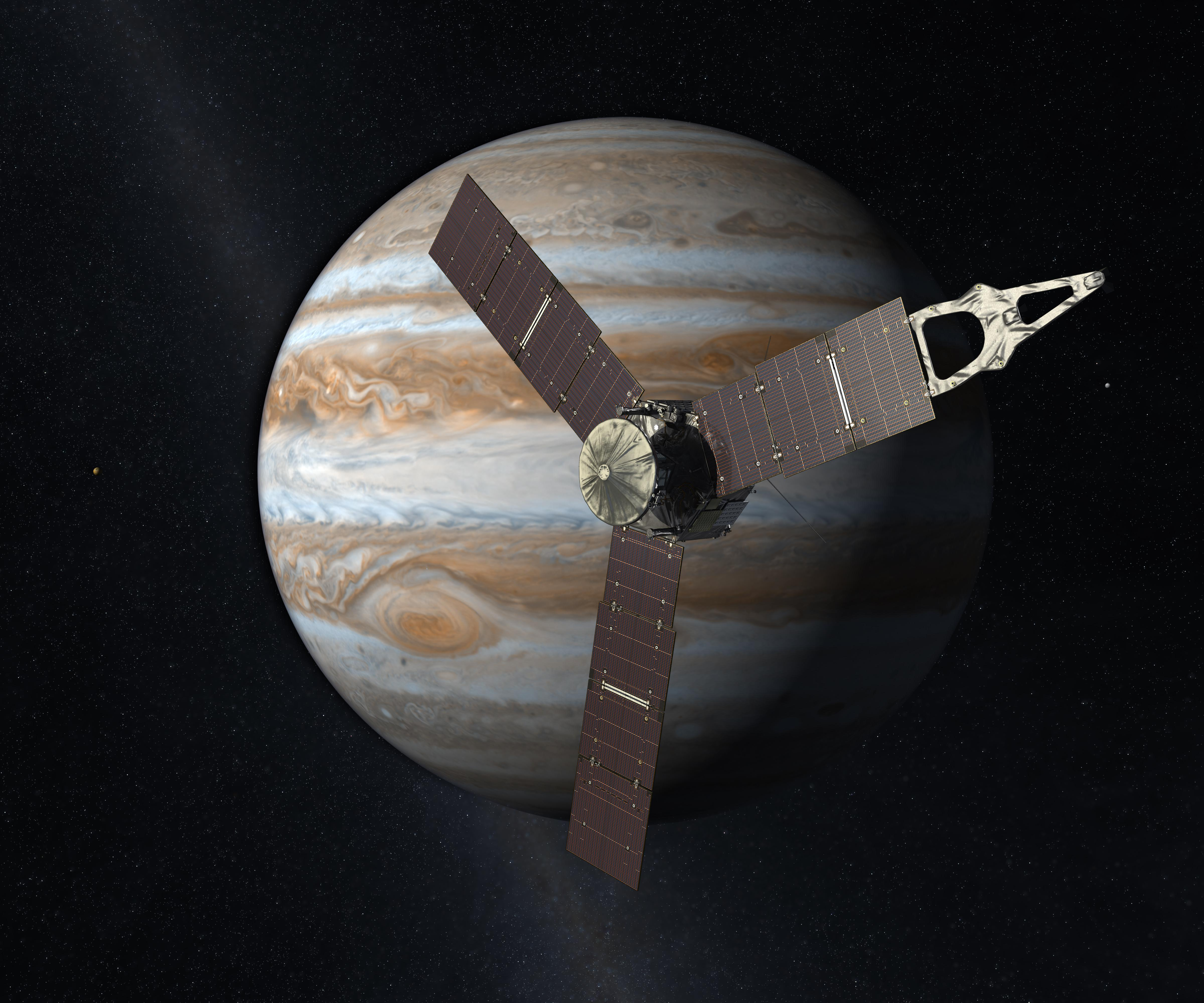
Juno

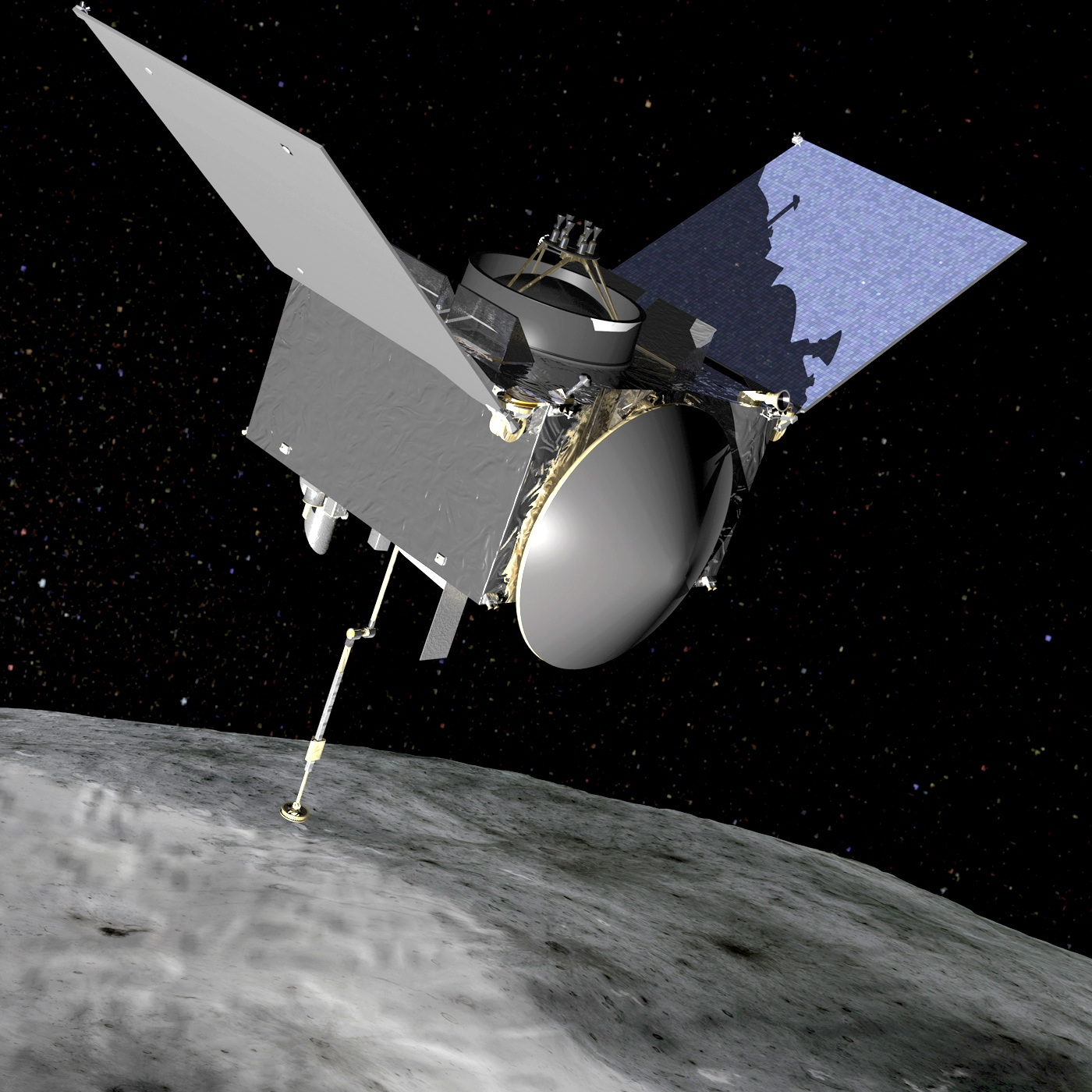
OSIRIS-REx

New Frontiers-programmet är en serie starkt fokuserade rymdforskningsprojekt från NASA där kostnaden inte får överstiga 700 miljoner USD. Programmet är en avknoppning av det mycket framgångsrika Discovery-programmet. Programmet ger forskare möjlighet att undersöka solsystemet i medelstor skala, men har också som målsättning att förbättra undervisning och engagera allmänheten i spännande nya vetenskapliga upptäckter. NASA tar emot både amerikanska och internationella forskare att bidra med förslag till nya New Frontiers-projekt.

## Pågående projekt

### New Horizons (New Frontiers 1)
New Horizons, en rymdsond till Pluto. Den sköts upp den 19 januari 2006 och genomförde sin förbiflygning av dvärgplaneten den 15 juli 2015. På sin väg mot Pluto använde den Jupiter som gravitationsslunga.
I januari 2019 kommer sonden även att passera kuiperbältsobjektet 2014 MU69.

### Juno (New Frontiers 2)
Juno, en rymdsond till Jupiter. Den sköts upp den 5 augusti 2011. Efter att ha gjort en förbi flygning av jorden den 9 oktober 2013, gick den in i omloppsbana runt Jupiter den 5 juli 2016. Den placerades i polär omloppsbana runt planeten för att kunna studera dess mäktiga magnetfält, fastslå planetens inre struktur genom gravitationsstudier, samt atmosfärens tillstånd och kemiska sammansättning.

### OSIRIS-REx (New Frontiers 3)
OSIRIS-REx, en rymdsond till asteroiden 101955 Bennu. Den sköts upp den 8 september 2016. Uppdraget är att hämta material prover från asteroidens yta. Den planeras nå fram till asteroiden i augusti 2018. Om provtagningen lyckas kommer rymdsonden återvända till jorden i september 2023.
[uppföljning saknas]

## Framtida projekt

### New Frontiers 4
Flera förslag till New Frontiers 4 har lämnats in till NASA. Vilket projekt man väljer kommer meddelas under 2019.[uppföljning saknas]
Bland förslagen finns:
- Io Volcano Observer - studera Jupiters måne Io
- Venus In-Situ Explorer - studera Venus atmosfär och yta.
- En rymdsond för att hämta markprover från månens sydpol
- En rymdsond för att studera Saturnus atmosfär
- En rymdsond för att studera en eller flera av Jupiters trojaner